# Марли-Гомон
Марли-Гомо́н (фр. Marly-Gomont) — коммуна во Франции, находится в регионе Пикардия. Департамент коммуны — Эна. Входит в состав кантона Гиз. Округ коммуны — Вервен.
Код INSEE коммуны — 02469.

## Население
Население коммуны на 2010 год составляло 414 человек.
| 1962 | 1968 | 1975 | 1982 | 1990 | 1999 | 2010 |
| ---- | ---- | ---- | ---- | ---- | ---- | ---- |
| 614  | 551  | 507  | 420  | 464  | 429  | 414  |

## Экономика
В 2010 году среди 237 человек трудоспособного возраста (15—64 лет) 166 были экономически активными, 71 — неактивными (показатель активности — 70,0 %, в 1999 году было 65,6 %). Из 166 активных жителей работали 150 человек (87 мужчин и 63 женщины), безработных было 16 (12 мужчин и 4 женщины). Среди 71 неактивных 16 человек были учениками или студентами, 31 — пенсионерами, 24 были неактивными по другим причинам.